# Luís Vinício
Luís Vinício de Menezes (Belo Horizonte, Minas Gerais, Brasil, 28 de febrero de 1932) es un exfutbolista y entrenador brasileño. Jugaba de delantero. 

## Trayectoria
Vinício comenzó su carrera en la cantera del Botafogo de Río de Janeiro. En 1955, con 23 años de edad, fue transferido al Napoli italiano, donde fue apodado "'O lione" (que en napolitano significa "El león").
Tras 5 temporadas y 69 tantos en Nápoles, en 1960 fichó con el Bologna, donde tuvo una buena primera temporada; sin embargo, en 1961/62, fue preferido a él el joven delantero danés Harald Nielsen. Así Vinício volvió a su Brasil natal en búsqueda de un equipo, pero pronto regresó a Italia, llamado por el LR Vicenza. Allí permanecería hasta su retiro como jugador (salvo una temporada poco exitosa en el Inter de Helenio Herrera). En la temporada 1965/66 marcó 25 goles, récord igualado sólo en 1991/92 por Van Basten y superado sólo después de 40 años, en 2005/06, por Luca Toni.
Su debut como entrenador fue otra vez en la ciudad de Nápoles, en el Internapoli, equipo que entonces militaba en 3ª división y que con Vinício casi logró el ascenso a la Serie B, finalizando tercero. Tras 4 temporadas en equipos chicos, en 1973 volvió al Napoli, donde fue el primero en implementar en Italia el "fútbol total" de la escuela holandesa; con los azzurri ganó una Copa de Italia en 1975/76. En mitad de los 80 entrenó también al Udinese de su compatriota Zico.

## Clubes

### Como futbolista
| Club              | País   | Año       |
| ----------------- | ------ | --------- |
| AC Napoli         | Italia | 1955-1960 |
| Bolonia FC        | Italia | 1960-1962 |
| LR Vicenza        | Italia | 1962-1966 |
| FC Inter de Milán | Italia | 1966-1967 |
| LR Vicenza        | Italia | 1967-1968 |

### Como entrenador
| Club            | País   | Año       |
| --------------- | ------ | --------- |
| Internapoli FC  | Italia | 1968-1969 |
| Brindisi Calcio | Italia | 1969-1970 |
| Ternana Calcio  | Italia | 1970-1971 |
| Brindisi Calcio | Italia | 1971-1973 |
| SSC Napoli      | Italia | 1973-1976 |
| SS Lazio        | Italia | 1976-1978 |
| SSC Napoli      | Italia | 1978-1980 |
| US Avellino     | Italia | 1980-1982 |
| Pisa SC         | Italia | 1982-1984 |
| Udinese Calcio  | Italia | 1984-1986 |
| US Avellino     | Italia | 1986-1988 |
| SS Juve Stabia  | Italia | 1988-1992 |

## Palmarés

### Como futbolista
| Título       | Club       | País   | Año  |
| ------------ | ---------- | ------ | ---- |
| Copa Mitropa | Bolonia FC | Italia | 1961 |

### Como entrenador
| Título         | Club       | País   | Año     |
| -------------- | ---------- | ------ | ------- |
| Copa de Italia | SSC Napoli | Italia | 1975-76 |

### Distinciones individuales
| Distinción                   | Año     |
| ---------------------------- | ------- |
| Capocannoniere de la Serie A | 1965-66 |